# Kalyke (Tochter des Hekaton)
Kalyke (altgriechisch Καλύκη Kalýkē) ist eine Gestalt der griechischen Mythologie.
Sie ist die Tochter des Hekaton. Mit Poseidon zeugte sie den unverwundbaren Kyknos, wie Hyginus Mythographus und ein Scholion zu Theokrit überliefern. Kyknos, König von Kolonai in der Troas, kämpft im Trojanischen Krieg auf der Seite der Troer und wird von Achilleus mit dem Kinnriemen dessen Helms erwürgt oder mit einem Stein erschlagen. Ein Scholion zu Pindars zweiter Olympischen Ode gibt die Schreibweise Kalykia (Καλυκία), nennt aber auch die Alternativnamen Skamandrodike und Harpale für die Mutter des Kyknos.